# 欧塞维奥·贝莱斯
欧塞维奥·贝莱斯·门迪萨瓦尔（西班牙語：Eusebio Vélez Mendizábal，1935年3月28日—2020年6月16日），西班牙男子自行车运动员。

## 生平
1958年至1969年，他是一名职业自行车运动员。1973年至1978年，担任卡斯自行车队队长。他曾四次参加环法自行车赛，两次参加环意自行车赛，九次参加环西自行车赛。其中在1966年环西自行车赛获得第二名，1968年环西自行车赛获得第三名。
2020年6月16日在阿拉瓦省維多利亞逝世。

## 名次
| 比赛             | 1961年 | 1962年 | 1963年 | 1964年 | 1965年 | 1966年 | 1967年 | 1968年 | 1969年 |
| ---------------- | ------ | ------ | ------ | ------ | ------ | ------ | ------ | ------ | ------ |
| 环意自行车赛     | －     | －     | －     | －     | －     | －     | 10     | 11     | －     |
| 环法自行车赛     | －     | －     | DNF    | DNF    | DNF    | DNF    | －     | －     | －     |
| 环西自行车赛     | DNF    | 12     | 7      | 4      | DNF    | 2      | 17     | 3      | 10     |
| 公路自由車世錦賽 | －     | 21     | －     | －     | －     | －     | －     | －     | －     |

| 1     | 第一名 |
| 2－3  | 前三名 |
| 4－10 | 前十名 |
| DNF   | 未完成 |
| －    | 未参加 |